# Coupe de Tunisie de football 1981-1982
Navigation
Coupe de Tunisie 1980-1981 Coupe de Tunisie 1982-1983
La coupe de Tunisie de football 1981-1982 est la 26e édition de la coupe de Tunisie depuis 1956, et la 51e en tenant compte des éditions jouées avant l'indépendance. Elle est organisée par la Fédération tunisienne de football.
La finale oppose le Club africain, spécialiste de cette compétition, et le Club athlétique bizertin dont c'est la première finale. Mais c'est ce dernier, entraîné par Mokhtar Tlili, qui remporte le trophée. À noter la bonne performance de l'Union sportive de Bousalem, club de deuxième division qui parvient en demi-finale.

## Résultats

### Troisième tour éliminatoire
Matchs disputés le 10 janvier 1982
- Avenir populaire de Soliman - Club sportif hilalien : 1 - 0
- Espoir sportif de Hammam Sousse - Union sportive ksibienne (Ksibet el-Médiouni) : 2 - 2 (t.a.b. : 3 - 1)
- Enfida Sports - Avenir sportif de Gabès : 1 - 1 (t.a.b. : 4 - 2)
- Croissant sportif de Redeyef - Étoile sportive de Gabès : 7 - 0
- Union sportive de Bousalem - Stade gabésien : 2 - 1
- Sporting Club de Ben Arous - Club sportif de Makthar : 1 - 2
- Club sportif de Menzel Bouzelfa - El Ahly Mateur : 0 - 0 (t.a.b. : 4 - 3)
- Stade africain de Menzel Bourguiba- Badr sportif d'El Aïn : 1 - 0
- Association sportive de Djerba - Club sportif de Korba : 2 - 3
- Jeunesse sportive d'El Omrane - Stade sportif sfaxien : 3 - 1
- Stade soussien - Étoile sportive de Béni Khalled : 1 - 2
- El Gawafel sportives de Gafsa-Ksar - Espérance sportive de Zarzis : 3 - 1
- Club medjézien - ?
- Stade nabeulien- Olympique du Kef : 3 - 1
- Club sportif de Bembla - La Palme sportive de Tozeur : 2 - 2 (t.a.b. : 4 - 3)
- Club sportif des cheminots - Union sportive de Siliana : 4 - 0
- Club olympique des transports - Kalâa Sport : 3 - 0

### Seizièmes de finale
Trente équipes participent à ce tour, les 17 qualifiés du tour précédent et treize clubs de la division nationale. Les matchs sont joués le 14 février 1982.
| Équipe 1                        | Équipe 2                           | Score 90'          | Score 120' | Tirs au but |
| ------------------------------- | ---------------------------------- | ------------------ | ---------- | ----------- |
| Espoir sportif de Hammam Sousse | Avenir populaire de Soliman        | 1-1                | 2 - 4      |             |
| Enfida Sports                   | Union sportive monastirienne       | 1 - 1              | 1 - 2      |             |
| Espérance sportive de Tunis     | Croissant sportif de Redeyef       | 2 - 1              |            |             |
| Club sportif de Makthar         | Union sportive de Bousalem         | 1 - 1              | 1 - 1      | 1 - 2       |
| Club sportif de Menzel Bouzelfa | Avenir sportif de La Marsa         | 1 - 1              | 1 - 1      | 4 - 2       |
| Club africain                   | Stade africain de Menzel Bourguiba | 3 - 1              |            |             |
| Étoile sportive du Sahel        | -                                  | Qualifiée d'office |            |             |
| Club sportif de Korba           | Club athlétique bizertin           | 1 - 1              | 1 - 2      |             |
| Stade tunisien                  | Club sportif de Hammam Lif         | 1 - 1              | 1 - 1      | 3 - 5       |
| Étoile sportive de Béni Khalled | Jeunesse sportive d'El Omrane      | 0 - 0              | 1 - 1      | 0 - 3       |
| Jeunesse sportive kairouanaise  | El gawafel sportives de Gafsa Ksar | 5 - 1              |            |             |
| Océano Club de Kerkennah        | Club medjézien                     | 9 - 2              |            |             |
| Association Mégrine Sport       | Club sportif sfaxien               | 0 - 0              | 0 - 0      | 3 - 1       |
| Stade nabeulien                 | Club sportif de Bembla             | 3 - 2              |            |             |
| Club sportif des cheminots      | Sfax railway sport                 | 2 - 0              |            |             |
| El Makarem de Mahdia            | Club olympique des transports      | 1 - 0              |            |             |

### Huitièmes de finale
| Date         | Équipe 1                      | Équipe 2                        | Score 90' | Score 120' | Tirs au but |
| ------------ | ----------------------------- | ------------------------------- | --------- | ---------- | ----------- |
| 28 mars 1982 | Étoile sportive du Sahel      | Association Mégrine Sport       | 1 - 0     |            |             |
| 28 mars 1982 | Union sportive de Bousalem    | Océano Club de Kerkennah        | 2 - 1     |            |             |
| 28 mars 1982 | Jeunesse sportive d'El Omrane | Club sportif de Menzel Bouzelfa | 1 - 0     |            |             |
| 28 mars 1982 | Stade nabeulien               | Jeunesse sportive kairouanaise  | 0 - 1     |            |             |
| 28 mars 1982 | Club athlétique bizertin      | Avenir populaire de Soliman     | 2 - 0     |            |             |
| 28 mars 1982 | Club sportif des cheminots    | Club sportif de Hammam Lif      | 0 - 1     |            |             |
| 28 mars 1982 | Espérance sportive de Tunis   | Union sportive monastirienne    | 2 - 1     |            |             |
| 28 mars 1982 | Club africain                 | El Makarem de Mahdia            | 2 - 0     |            |             |

### Quarts de finale
| Date          | Équipe 1                      | Équipe 2                       | Score 90' | Score 120' | Tirs au but |
| ------------- | ----------------------------- | ------------------------------ | --------- | ---------- | ----------- |
| 11 avril 1982 | Club athlétique bizertin      | Étoile sportive du Sahel       | 2 - 1     |            |             |
| 11 avril 1982 | Union sportive de Bousalem    | Jeunesse sportive d'El Omrane  | 2 - 2     |            |             |
| 15 avril 1982 | Jeunesse sportive d'El Omrane | Union sportive de Bousalem     | 1 - 2     |            |             |
| 11 avril 1982 | Club sportif de Hammam Lif    | Club africain                  | 1 - 4     |            |             |
| 11 avril 1982 | Espérance sportive de Tunis   | Jeunesse sportive kairouanaise | 1 - 1     | 1 - 2      |             |

### Demi-finales
| Date        | Équipe 1                       | Équipe 2                       | Score 90' | Score 120' |
| ----------- | ------------------------------ | ------------------------------ | --------- | ---------- |
| 9 mai 1982  | Union sportive de Bousalem     | Club athlétique bizertin       | 1 - 5     |            |
| 9 mai 1982  | Jeunesse sportive kairouanaise | Club africain                  | 1 - 1     | 1 - 1      |
| 14 mai 1982 | Club africain                  | Jeunesse sportive kairouanaise | 2 - 1     |            |

### Finale
| Date        | Équipe 1                 | Équipe 2      | Score 90' |
| ----------- | ------------------------ | ------------- | --------- |
| 2 juin 1982 | Club athlétique bizertin | Club africain | 1 - 0     |

Le but de la finale est marqué par Hamda Ben Doulet (24e min). L'arbitre Néji Jouini dirige la rencontre avec l'assistance de Rachid Ben Khedija et Hédi Mellouli, alors qu'Abdelwahab Boukhris est quatrième arbitre.
Les formations alignées sont :
- Club athlétique bizertin (entraîneur : Mokhtar Tlili) : Abderrazak Ben Chaâbane, Mohamed Salah Kchouk, Hamda Ben Doulet, Yacine Dziri, Larbi Baratli, Salah Chellouf, Ezzedine Ben Saïd, Mansour Shayek, Chokri Turki (puis Mohsen Gharbi), Hosni Zouaoui, Mondher Mokrani (puis Sahbi Boujatla)
- Club africain (entraîneur : Ahmed Alaya) : Mokhtar Naili - Mohamed Ayari, Mohamed Ali Ben Moussa, Moncef Chargui, Kamel Chebli, Nejib Ghommidh, Lassaâd Abdelli (puis Lotfi Sanhaji), Néjib Abada, Habib Gasmi, Hédi Bayari, Mohamed Ali Klibi (puis Ridha Boushih)

## Meilleurs buteurs
Hafedh Houarbi (JSK) est le meilleur buteur de la compétition avec quatre buts. Il devance Habib Gasmi (CA), Sahbi Abdennadher (OCK) et Hamda Ben Doulet (CAB), auteurs de trois buts chacun.